# Mini-CD

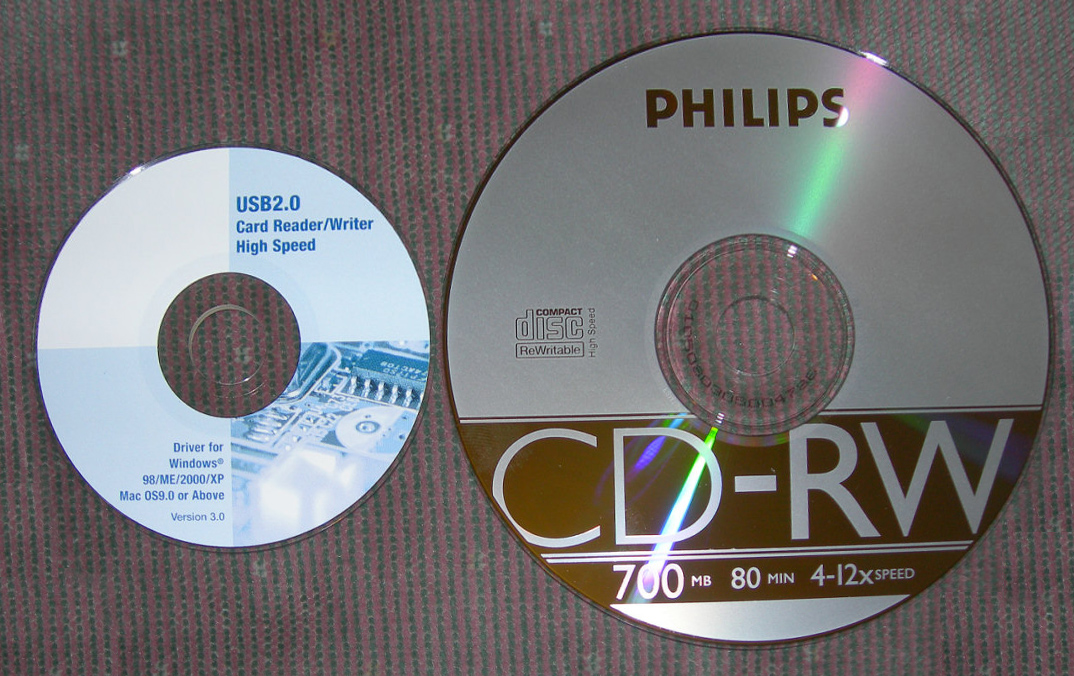
Comparación de tamaños: Mini-CD (izquierda) y CD-RW (derecha).

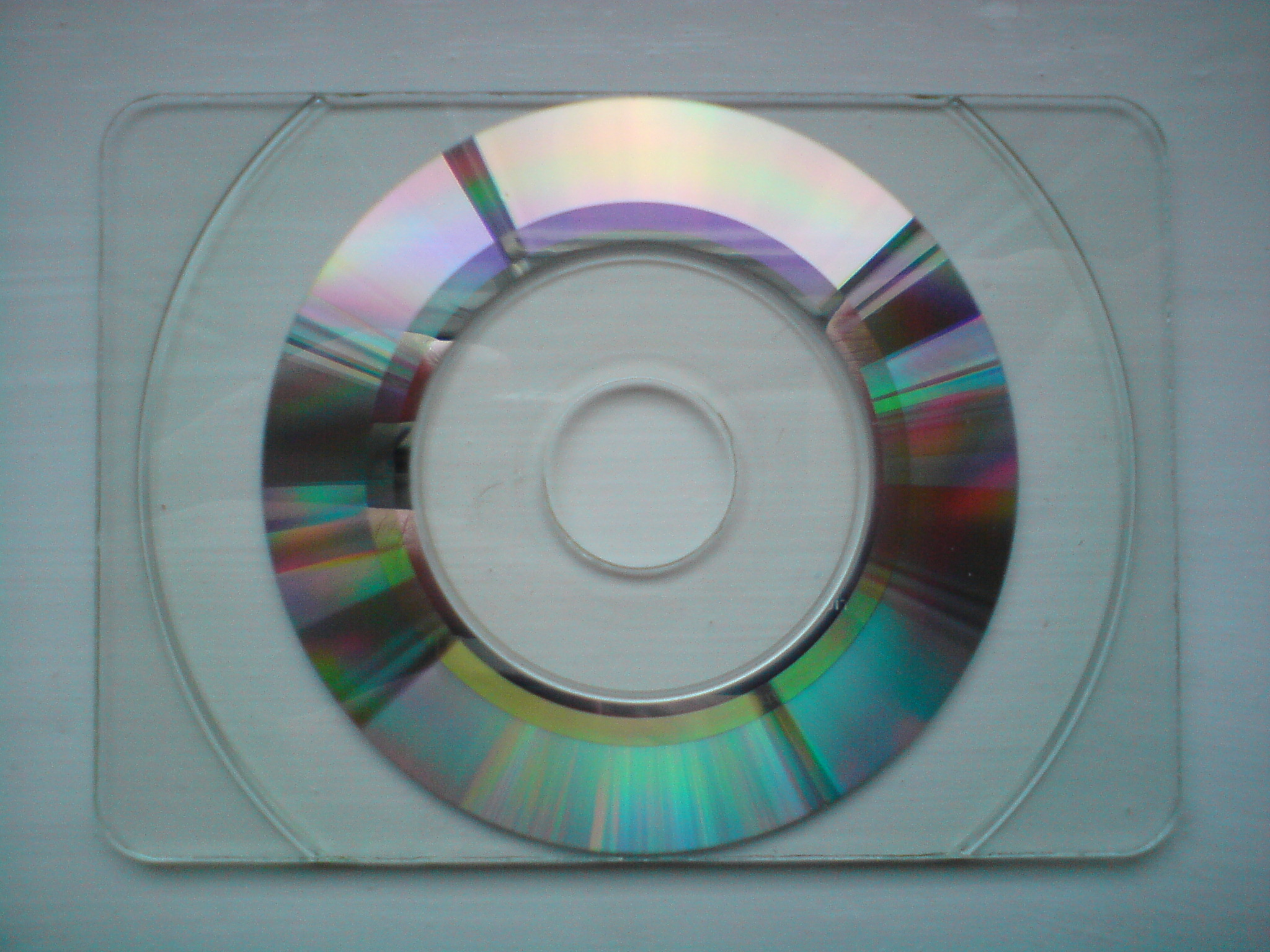
Business card CD.

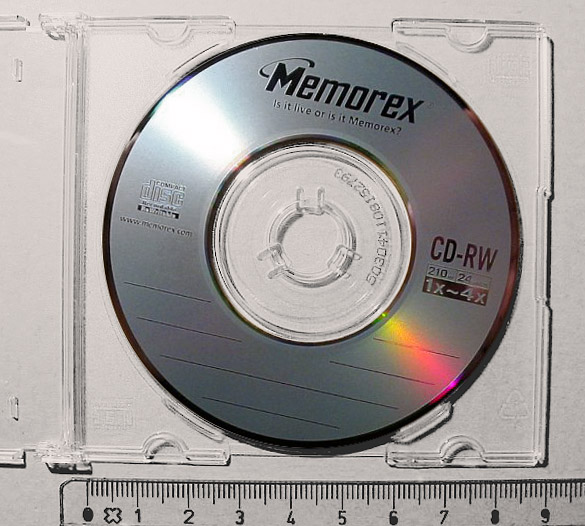
Mini-CD regrabable (RW) fabricado por Memorex.

El mini-CD es un tipo de disco compacto (CD, compact disc) de formato reducido, también conocido como "CD de Bolsillo" (Pocket-CD).

## Formatos
- CD sencillo o "CD single", es un disco de 80 mm. Este formato es utilizado para distribuir los sencillos o singles de la misma forma que con los sencillos en vinilo. En un disco de 80 mm se puede almacenar hasta 21 minutos de música o 185 MiB de datos.
  - En baja densidad un mini-CD almacena 18 minutos o 155 MiB.
  - En alta densidad llega hasta los 34 minutos o 300 MiB.
- Business card CD es un disco de 80 mm recortado con una capacidad de unos 50 MiB.
  - El eje largo del disco es de 80 mm,
  - mientras que el eje corto es de 60 mm.
  - El disco puede ser rectangular con unos laterales que llegan hasta el tamaño de un mini-CD de 80 mm.
- CD de 60 mm, es una versión redondeada de la business card con la misma capacidad (50 MiB).

Cuando los mini-CD fueron introducidos por primera vez en Estados Unidos, inicialmente se comercializaban como CD3, refiriéndose al tamaño aproximado en pulgadas. Los CD más grandes fueron denominados CD5, a pesar del hecho de que las especificaciones de ambos estaban definidas solo en términos de unidades métricas. Estos nombres no lograron aceptación.

## Compatibilidad
Este tipo de discos no pueden ser utilizados en la mayoría de los dispositivos con ranura de carga, tales como los reproductores de CD para automóviles y de algunas computadoras.
Este formato iba a ser usado en Nintendo 64, pero Nintendo prefirió seguir con los cartuchos.
Hay adaptadores disponibles donde se puede insertar el Mini-CD; el adaptador extiende el ancho al tamaño de un CD de 120 mm, para que pueda ser utilizado en cualquier dispositivo con ranura de carga. No se conocen adaptadores para Business Card CD.
Existen muy pocos sistemas con ranura de carga que acepten un Mini-CD, sin embargo, es inseguro probarlo porque si la unidad no soporta el medio, este podría quedarse atascado dentro. En particular, el sistema de ranura de carga de la iMac, de 1999, soportaba Mini-CD. Ninguna unidad con ranura soporta genéricamente Business Card CD.
La mayoría de los dispositivos de carga en bandeja tiene dos "niveles": uno está diseñado para un CD normal y el otro, más profundo, para un Mini-CD. Los dispositivos que poseen esta característica, no tienen problemas con los Mini-CD, porque este disco es colocado en el rotor como si fuera un disco normal.
Algunos dispositivos de bandeja de carga vertical, como la PlayStation 2, cuando se coloca en forma vertical requieren de un adaptador para poder usar estos discos mini-CD o MiniDVD de 80 mm.
Dreamcast de SEGA soporta este formato sin ningún problema.

## Disponibilidad comercial
Desde 2005, muchos fabricantes ofrecen discos CD-R y CD-RW a la venta en locales de electrónica, y en tiendas de suministros de oficina. Estos son comercializados como "Pocket CD-R/CD-RW" (Memorex) o "Mini CD-R" (TDK). La mayoría de estos discos tienen capacidades de:
- 185 MiB de datos (o 21 minutos).
- 210 MiB de datos (o 24 minutos).

Los business card CD-R media están disponibles, generalmente en paquetes, en varios almacenes en línea. La capacidad típica es de 50 MiB de datos (o 6 minutos) o menos.
A pesar de que técnicamente no son "mini-CD", algunos fabricantes, como Mintech Technology, ofrecen discos de formas troqueladas. La mayoría de estos medios tienen una superficie escribible empotrada, con la misma capacidad de un mini-CD o de una business card.
En la mayoría de los comercios comunes no se pueden adquirir, pero se encuentran en todas las tiendas especializadas en computación.

## Dispositivos que usan Mini-CD
Mientras que casi todos los dispositivos de CD basados en bandejas o en rotores, pueden utilizar mini-CD, otros están diseñados expresamente para usar este formato, generalmente por razones de portabilidad.

### SonyD-88
El primer reproductor de CD de bolsillo fue el Sony D-88 (ca. 1990). Solamente reproducía CD de audio PCM (Libro Rojo). Podía reproducir discos de 120 mm, ajustando el mecanismo de manera que permitiera colocarlos dentro de la unidad.

### MemorexMini-CD MP3 Player
Posteriormente, Memorex ofreció un reproductor portátil de CD que encajaba con el tamaño de los discos de 80 mm. Fue comercializado como un reproductor de MP3, y se animaba al usuario a grabar archivos MP3 en un mini-CD, para luego reproducirlo en este aparato, que era notablemente más pequeño que un reproductor de CD estándar. El dispositivo también podía reproducir Audio PCM grabado en dichos discos. Puede reproducir tanto medios CD-R como CD-RW, así como mini-CD de prensa.

### SonyMavica
La línea de cámaras digitales Mavica de Sony, ofrecía cámaras que grababan directamente al mini-CD. Hubo dos modelos: CD-350 y CD-500, los cuales ofrecían respectivamente: 3.2 megapíxeles y 5.0 megapíxeles. Estas podían grabar vídeo en formato MPEG directamente al Mini-CD (una predecesora de las videocámaras de mano para MiniDVD).
Curiosamente, la capacidad del medio en estos aparatos, era de 156 MiB, en lugar de 185 MiB. Es posible que estos aparatos usaran el formato de escritura de paquetes, que ocupaba algo del espacio disponible para el uso de información de formateo.

### ImationRipGo!
La Imation RipGo! era una grabadora portátil de CD-R, de dimensiones similares a la del "Memorex Mini-CD Player". Igualmente, fue comercializada como reproductor de MP3, y podía reproducir archivos MP3 y WMA grabados en el Mini-CD. Estaba alimentado por una batería de iones de litio interna que le daba una autonomía de cinco horas de reproducción.
La unidad sufrió algunos reveses, más notablemente: tiempos de inicialización lentos (tiempo durante el que analiza el contenido del medio con MP3), velocidad máxima de grabación de 4x (debido a que el dispositivo usaba una conexión USB 1.1 para conectarse a la computadora), y no soportaba medios CD-RW. Algunos usuarios también han reportado problemas al usar Mini-CD de 24 minutos (210 MiB); el aparato fue creado para medios de 21 minutos (185 MiB), y parece poco fiable cuando graba medios de una densidad levemente mayor.

### SonyPhoto Vault
Sony también fabricó un dispositivo grabador de mini-CD, diseñado para ser "Libre de PC". Permitía grabar imágenes provenientes de una tarjeta de Memory Stick, de una unidad de memoria Flash/USB o de una cámara, a un mini-CD.
Fue el precursor de los modernos "media vaults" como los adaptadores para iPod photo y otras unidades de almacenamiento de imágenes basadas en disco duro.
Nintendo Gamecube 
Nintendo también aprovechó esta tecnología mini CD para sus videojuegos, Aunque fue un poco fracaso ya que gracias a que estaba el mini CD no muchos juegos que necesitaban mucho espacio pudieron salir, pero algunos como resident evil 4 Salieron, Pero a veces salía un mensaje diciendo que Este disco se había quedado sin información Y que pase al 2 mini CD que estaba en la caja del juego, A pesar de eso No hubo problemas en el rendimiento de los juegos